# William Burnside
William Burnside [víljem búrnsajd], angleški matematik, * 2. julij 1852, London, Anglija, † 21. avgust 1927, West Wickham, London.
Burnside je najbolj znan kot utemeljitelj teorije končnih grup.

## Življenje in delo
Študiral je na Kolidžu St. John in Kolidžu Pembroke Univerze v Cambridgeu kjer je kot drugi najboljši diplomiral iz matematike leta 1875. Naslednjih deset let je predaval  v Cambridgeu, kasneje pa so ga imenovali za profesorja matematike na Kraljevem pomorskem kolidžu v Greenwichu. Čeprav je bila njegova služba malce stran od glavni središč britanskih matematičnih raziskav, je Burnside ostal zelo dejaven raziskovalec in je v svojem poklicnem življenju objavil več kot 150 člankov.
Njegovo zgodnejše delo se je nanašalo na uporabno matematiko. To je bilo dovolj, da so ga leta 1893 izbrali za člana Kraljeve družbe iz Londona, čeprav danes njegovo članstvo ni več tako znano. Skoraj ob istem času izvolitve se je začel zanimati za končne grupe. To področje v poznem 19. stoletju ni bilo posebej razširjeno v Britaniji, tako da je njegovo delo s tega področja nekaj časa ostalo nepriznano.
Osrednji del njegove toerije grup je zamisel reprezentacij grup, ki je dopolnilo in včasih tudi tekmovalnost Frobeniusovemu delu, ki je utemeljil to področje v 1880. Eden od najbolj znamenitih Burnsideovih prispevkov je bil njegov dokaz izreka paqb, da so vse grupe z redom, enakim produktu dve praštevilskih potenc, rešljive. 
Leta 1887 je objavil svoje klasično delo Teorija grup s končnim redom (Theory of Groups of Finite Order). Druga izdaja, objavljena leta 1911, je bila več desetletij standardno delo na tem področju, in je uporabno še danes.
Burnside je opredelil Burnsideov problem in Burnsideovo lemo (Polyev izrek), čeprav lahko lemo pripišemo Frobeniusu (1887) in Cauchyju (1845).
Postavil je domnevo, da velja izrek, ki sta ga 80 let kasneje dokazala Feit in Thompson.
Burnside je bil tudi dober veslač. Ko je še predaval na Cambridgeu, je vadil tamkajšnje veslaško moštvo. V osmrtnici, ki jo je objavil Times of London, so ga imenovali »kot najbolj znanega cambriškega športnika svojih dni«.

## Priznanja

### Nagrade
Kraljeva družba mu je leta 1904 za njegove raziskave na področju matematike in še posebej teorije grup podelila svojo Kraljevo medaljo.